# Суперкубок Брунею з футболу 2018
Суперкубок Брунею з футболу 2018  — 10-й розіграш турніру. Матч відбувся 19 жовтня 2018 року між чемпіоном Брунею клубом МС АБДБ та володарем Кубка Брунею клубом Індера.
| Володар Суперкубка Брунею 2018 |
| ------------------------------ |
|                                |
| Індера Другий титул            |

## Матч

### Деталі
| 19 жовтня 2018 |

| МС АБДБ                         | 1:2 дч | Індера                                       |
| ------------------------------- | ------ | -------------------------------------------- |
| Мохаммад Хайрул Мі бін Мейл 81' |        | Зулкхайрі Разалі 39' Амірул Хакім Касім 117' |

| Хассанал Болкіах, Бандар-Сері-Бегаван |